# Championnat des Antilles néerlandaises de football 2004-2005
Navigation
Saison précédente Saison suivante
La saison 2004-2005 du Championnat des Antilles néerlandaises de football est la quarante-et-unième édition de la Kopa Antiano, le championnat des Antilles néerlandaises. Les deux meilleures équipes de Curaçao et de Bonaire se rencontrent lors d'un tournoi inter-îles.
C'est le champion de Curaçao et tenant du titre, le CSD Barber qui remporte à nouveau la compétition après avoir battu en finale l'autre représentant curacien, le SV Victory Boys. Il s’agit du quatrième titre de champion des Antilles néerlandaises de l’histoire du club.

## Compétition
Le barème utilisé pour établir les différents classements est le suivant :
- Victoire : 3 points
- Match nul : 1 point
- Défaite : 0 point

### Championnat de Curaçao

#### Phase régulière
| Rang | Équipe                    | Pts | J  | G  | N | P  | Bp | Bc | Diff |
| ---- | ------------------------- | --- | -- | -- | - | -- | -- | -- | ---- |
| 1    | CSD BarberT               | 39  | 17 | 12 | 3 | 2  | 45 | 10 | +35  |
| 2    | SV Victory Boys           | 36  | 17 | 10 | 6 | 1  | 39 | 15 | +24  |
| 3    | UD Banda Abou             | 33  | 17 | 10 | 3 | 4  | 23 | 12 | +11  |
| 4    | RKSV Centro Dominguito    | 29  | 17 | 8  | 5 | 4  | 18 | 19 | -1   |
| 5    | VESTA WillemstadP         | 25  | 18 | 6  | 7 | 5  | 18 | 22 | -4   |
| 6    | CRKSV Jong Colombia       | 21  | 18 | 5  | 6 | 7  | 20 | 22 | -2   |
| 7    | RKVFC Sithoc              | 19  | 18 | 4  | 7 | 7  | 18 | 34 | -16  |
| 8    | CRKSV Jong Holland        | 15  | 18 | 3  | 6 | 9  | 11 | 17 | -6   |
| 9    | Sport Unie Brion-Trappers | 13  | 17 | 3  | 4 | 10 | 19 | 33 | -14  |
| 10   | Deportivo Santa Cruz      | 7   | 17 | 2  | 1 | 14 | 16 | 43 | -27  |

|  | Qualification pour le Kaya 6                       |
|  | Participation au barrage de promotion-relégation   |
|  | T : Tenant du titre P : Promu de deuxième division |

#### Kaya 6
| Rang | Équipe                 | Pts | J | G | N | P | Bp | Bc | Diff |  | Résultats (▼ dom., ► ext.) | Bar | Vic | Ban | JCo | Wil | Dom |
| ---- | ---------------------- | --- | - | - | - | - | -- | -- | ---- |  | -------------------------- | --- | --- | --- | --- | --- | --- |
| 1    | CSD BarberT            | 11  | 5 | 3 | 2 | 0 | 10 | 6  | +4   |  | CSD BarberT                |     |     | 1-0 | 2-0 |     |     |
| 2    | SV Victory Boys        | 9   | 5 | 2 | 3 | 0 | 8  | 5  | +3   |  | SV Victory Boys            | 3-3 |     | 0-0 |     | 2-2 |     |
| 3    | UD Banda Abou          | 8   | 5 | 2 | 2 | 1 | 4  | 3  | +1   |  | UD Banda Abou              |     |     |     |     | 1-1 | 2-1 |
| 4    | CRKSV Jong Colombia    | 6   | 5 | 2 | 0 | 3 | 5  | 5  | 0    |  | CRKSV Jong Colombia        |     | 0-1 | 0-1 |     |     |     |
| 5    | VESTA WillemstadP      | 3   | 5 | 0 | 3 | 2 | 6  | 10 | -4   |  | VESTA WillemstadP          | 2-2 |     |     | 0-3 |     | 1-2 |
| 6    | RKSV Centro Dominguito | 3   | 5 | 1 | 0 | 4 | 5  | 9  | -4   |  | RKSV Centro Dominguito     | 1-2 | 0-2 |     | 1-2 |     |     |

|  | Qualification pour le Kaya 4                       |
|  | T : Tenant du titre P : Promu de deuxième division |

#### Kaya 4
| Rang | Équipe              | Pts | J | G | N | P | Bp | Bc | Diff |  | Résultats (▼ dom., ► ext.) | Vic | Bar | Ban | JCo   |
| ---- | ------------------- | --- | - | - | - | - | -- | -- | ---- |  | -------------------------- | --- | --- | --- | ----- |
| 1    | SV Victory Boys     | 6   | 3 | 2 | 0 | 1 | 1  | 2  | -1   |  | SV Victory Boys            |     | 0-2 | 1-0 | gagné |
| 2    | CSD BarberT         | 5   | 3 | 1 | 2 | 0 | 4  | 2  | +2   |  | CSD BarberT                |     |     | 1-1 | 1-1   |
| 3    | UD Banda Abou       | 4   | 3 | 1 | 1 | 1 | 2  | 2  | 0    |  | UD Banda Abou              |     |     |     | 1-0   |
| 4    | CRKSV Jong Colombia | 1   | 3 | 0 | 1 | 2 | 1  | 2  | -1   |  | CRKSV Jong Colombia        |     |     |     |       |

|  | Qualification pour la Kopa Antiano et la finale |
|  | T : Tenant du titre                             |

#### Finale
| 12 juin 2005 | CSD Barber | 4 - 1 | SV Victory Boys | Ergilio Hato Stadion, Willemstad |  |
|              |            |       |                 |                                  |  |

### Championnat de Bonaire

#### Phase régulière
| Rang | Équipe             | Pts | J  | G | N | P | Bp | Bc | Diff |
| ---- | ------------------ | --- | -- | - | - | - | -- | -- | ---- |
| 1    | SV Juventus        | 23  | 12 | 7 | 2 | 3 | 21 | 6  | +15  |
| 2    | Real RinconT       | 20  | 12 | 6 | 2 | 4 | 20 | 16 | +4   |
| 3    | SV Estrellas       | 20  | 11 | 6 | 2 | 3 | 10 | 7  | +3   |
| 4    | SV Vitesse         | 19  | 12 | 5 | 4 | 3 | 13 | 14 | -1   |
| 5    | SV Uruguay         | 15  | 12 | 4 | 3 | 5 | 10 | 14 | -4   |
| 6    | Atlétiko Tera Kòrá | 9   | 12 | 1 | 6 | 5 | 8  | 12 | -4   |
| 7    | SV Vespo           | 6   | 11 | 1 | 3 | 7 | 6  | 19 | -13  |

|  | Qualification pour le Kaya 4 |
|  | T : Tenant du titre          |

#### Kaya 4
| Rang | Équipe       | Pts | J | G | N | P | Bp | Bc | Diff |
| ---- | ------------ | --- | - | - | - | - | -- | -- | ---- |
| 1    | SV Estrellas | 18  | 6 | 6 | 0 | 0 | 14 | 1  | +13  |
| 2    | SV Juventus  | 6   | 6 | 1 | 3 | 2 | 7  | 4  | +3   |
| 3    | Real RinconT | 6   | 6 | 1 | 3 | 2 | 8  | 7  | +1   |
| 4    | SV Vitesse   | 2   | 6 | 0 | 2 | 4 | 1  | 18 | -17  |

|  | Qualification pour la Kopa Antiano et la finale |
|  | T : Tenant du titre                             |

#### Finale
| Équipe 1    | Résultat | Équipe 2     | Aller | Retour | Appui |
| ----------- | -------- | ------------ | ----- | ------ | ----- |
| SV Juventus | 1 - 0    | SV Estrellas | 0 - 0 | 0 - 0  | 1 - 0 |

### Kopa Antiano
Les quatre clubs qualifiés (SV Estrellas et SV Juventus pour Bonaire, CSD Barber et SV Victory Boys pour Curaçao) sont regroupés au sein d'une poule unique où elles se rencontrent une fois. Les deux premiers de la poule se qualifient pour la finale du championnat.

#### Phase de poule
| Rang | Équipe          | Pts | J | G | N | P | Bp | Bc | Diff |  | Résultats (▼ dom., ► ext.) | Bar | Vic | Juv | Est |
| ---- | --------------- | --- | - | - | - | - | -- | -- | ---- |  | -------------------------- | --- | --- | --- | --- |
| 1    | CSD BarberT     | 9   | 3 | 3 | 0 | 0 | 8  | 0  | +8   |  | CSD BarberT                |     | 1-0 | 5-0 | 2-0 |
| 2    | SV Victory Boys | 4   | 3 | 1 | 1 | 1 | 4  | 2  | +2   |  | SV Victory Boys            |     |     | 1-1 | 3-0 |
| 3    | SV Juventus     | 2   | 3 | 0 | 2 | 1 | 1  | 6  | -5   |  | SV Juventus                |     |     |     | 0-0 |
| 4    | SV Estrellas    | 1   | 3 | 0 | 1 | 2 | 0  | 5  | -5   |  | SV Estrellas               |     |     |     |     |

#### Finale
| 7 octobre 2005 | CSD Barber                      | 2 - 1 | SV Victory Boys   | Ergilio Hato Stadion, Willemstad |  |
|                | Oscar Molina · Ivendell Meulens |       | Leroy Kleinmoedig |                                  |  |

## Bilan de la saison
| Championnat des Antilles néerlandaises de football 2004-2005 |                       |
| Champion                                                     | CSD Barber (4e titre) |
| Qualifications continentales                                 |                       |
| CFU Club Championship 2005                                   | CSD Barber            |
| CFU Club Championship 2005                                   | SV Victory Boys       |
| Promotions et relégations                                    |                       |
| Promus en Kopa Antiano                                       | Aucun                 |
| Relégués                                                     | Aucun                 |